# Ananda Guiri
Ananda Guiri foi um literato e professor indiano do século IX, discípulo e propagador das ideias de Sancara. Foi autor do Sancara Vijaia. Foi publicado na Biblioteca Índica e examinado criticamente no quinto volume do  Antiquário Indiano por Kashinath Trimbak Telang.